# 現代やくざ 人斬り与太
『現代やくざ 人斬り与太』（げんだいやくざ ひときりよた）は、1972年5月6日に公開された日本の映画。菅原文太主演、深作欣二監督。「現代やくざシリーズ」第6作で、同シリーズ最終作。及び、「人斬り与太シリーズ」第1作。

## スタッフ
- 監督：深作欣二
- 脚本：深作欣二、石松愛弘
- 企画：俊藤浩滋、吉田達、高村賢治
- 撮影：仲沢半次郎
- 録音：小松忠之
- 照明：元持秀雄
- 美術：中村修一郎
- 音楽：津島利章
- 編集：田中修
- 助監督：橋本新一
- 記録：勝原繁子
- 擬闘：日尾孝司
- スチール：遠藤努
- 進行主任：東一盛
- 装置：根上徳一
- 装飾：米沢一弘
- 美粧：住吉久良蔵
- 美容：花沢久子
- 衣装：河合啓一
- 演技事務：和田徹
- 現像：東映化学

## キャスト
- 沖田勇：菅原文太
- 郡司猛夫：待田京介
- 君代：渚まゆみ
- 木崎：小池朝雄
- 大和田英作：内田朝雄
- 鉄男：地井武男
- 滝川：諸角啓二郎
- 唐沢：八名信夫
- 宮原：室田日出男
- 谷口：三谷昇
- 牢名主：藤山浩二
- 谷口かつ子：藤里まゆみ
- 安夫：小林稔侍
- ユカリ：潤まり子
- かおる：小林千枝
- 医者：河合絃司
- 川辺：伊達弘
- サブ：大浜詩郎
- 次郎：村山辰昭
- 滝川組銀バッジ：久保一
- 三人組(西栄会組員)：木川哲也、花田達
- 風間：土山登志幸
- チンピラ：太古八郎
- 屋台の酔客：山田甲一
- 滝川組子分：亀山達也
- 三人組(西栄会組員)：高月忠、五野上力
- 配下：滝島孝二
- まさる：城春樹
- 滝川組銀バッジ：須賀良
- 桜会組員：三浦忍
- 滝川組子分：沢田浩二
- 三人組：畑中猛重
- チンピラ：溝口久夫
- 桜会組員：鈴木健之
- チンピラ：小林重忠、飛世賛治
- 勇の母：谷本小夜子
- 滝川組子分：清水照夫
- チンピラ：大泉公孝
- 少年時代の勇：梅地徳彦
- バーのママ：山本緑
- ホステス：城恵美
- 矢頭俊介：安藤昇

## 製作
深作欣二監督は「『軍旗はためく下に』の反動でしょうか、むやみに悪い奴を主人公にした映画を撮りたくなったのです。幸い菅原文太に『現代やくざ』という主演路線があったので、実現出来た企画でした。『軍旗～』の時は正直いって、いわゆる『良心作』志向があった。しかし僕に一番似つかわしい仕事は、むしろ『非良心作』なんじゃないかと思い始めたんですね。目からうろこが落ちたような思いで取り組んだ作品です」と述べている。

### 脚本・演出
クランクイン前に深作は菅原のチンピラものという題材には心惹かれたが、石松愛弘の書いてきた準備稿のチンピラ像が温和しすぎるのが気に入らず、何とか直しをしたいと考えているとき、あさま山荘事件が起きた。テレビの前に釘付けになった深作は、これをそのままやくざの世界に持ち込むわけにはいかないが、「緊迫感」だけは映画のタッチとして生かしたいと思い立ち、ホンの仕上げを行った。

### キャスティング
渚まゆみは本作のプロデューサー・吉田達が、渚といつか仕事を一緒にしたいと考えていて、深作に「大映でデビューしたけど今はあまり売れてない。けど作さんの好みじゃない?」と写真を見せたら深作が「おぉいいじゃん」となり、渋谷東映の脇に在った喫茶店「こじまや」で3人で会った。吉田が先に渚の資料を送っていたが、それに処女と書かれてあり、渚が吉田に「私、オッパイの乳輪は真っ黒けで大丈夫なの?」と心配したが、深作は全然気にしない人で、渚も深作にすっかり乗せられて撮影はスムーズに運んだ」と話している。深作もかなり渚に惚れ込み、次作『人斬り与太 狂犬三兄弟』でも渚は続投し、渚も出演が決まり喜んでいたという。
渚まゆみは出演依頼があった当時は、石原プロモーションに所属していて、マネージャーから「ヤクザ映画はダメ」と反対されたが、刺激が欲しかった時期で、今までと違う役柄をやってみたいと閃いて出演に応じたと述べている。撮影が終わると菅原文太が家まで送ってくれたと話しており、品川ロケの帰りに一緒に山手線に乗って帰ったこともあるという。雪駄履きでヤクザの格好のままで家に来るので渚の母が「あんなヤクザみたいな人はダメだ！」と大騒ぎしたという。文太さんとは兄弟のような親子のような関係だったと話している。

## 作品の評価

### 批評家評
鈴木一誌は「渚まゆみは菅原に売り飛ばされて、『冴えない男。こんな男に強姦されて売られたのか』と強烈な個性を発揮して猛烈な抵抗を示す。"70年代は菅原文太の時代"と言われるが、暴力を身近に把持し続けた菅原は、女の存在をも身近にしたのではないか。80年代以降、映画は"少女"を含めた"女"へと向かう勢いを増していく。菅原文太が〈女の時代〉へのジャンピングボードになった気がする」などと論じている。 

## 影響
やまさき十三・弘兼憲史著『夢工場』の第8話「俊平の兄弟仁義」で主人公である畑俊平の撮影所仲間で装飾部のマー坊が俊平を呼び出し、殴られた女の仇を取るためにその男が出入りしているスナックへ行き、カウンターで酒を飲みながら緊張して待つ二人。カウンターの下で拳銃をセットして準備するマー坊の「ぬかるなよ、兄弟！」に吸いかけのタバコを持ちながら「ん！」と緊張して待つ俊平の心境が「気分は完全に文太の気分！」として『現代やくざ 人斬り与太』のイラストに「殺っちゃるけん、許してつかあさい。文ちゃん最高!!」と描かれたカットがある。本作公開時はまだ『仁義なき戦い』は公開されていないため、菅原はまだ広島弁を喋ったことはない。本作の舞台は神奈川県川崎市である。

## 同時上映
『ポルノギャンブル喜劇 大穴中穴へその穴』
- 主演：山城新伍